# Fontaine-lès-Cappy
Fontaine-lès-Cappy is een gemeente in het Franse departement Somme (regio Hauts-de-France) en telt 46 inwoners (2009). De plaats maakt deel uit van het arrondissement Péronne.

## Geografie
De oppervlakte van Fontaine-lès-Cappy bedraagt 3,5 km², de bevolkingsdichtheid is dus 13,1 inwoners per km².
De onderstaande kaart toont de ligging van Fontaine-lès-Cappy met de belangrijkste infrastructuur en aangrenzende gemeenten.

## Demografie
Onderstaande figuur toont het verloop van het inwonertal (bron: INSEE-tellingen).